# Joan Romeu y Canadell
Dominik z Sant Pere de Riudebittles (właściwie: Joan Romeu y Canadell) (ur. 11 grudnia 1882 w Sant Pere de Riudebitlles, zm. w nocy z 27/28 lipca 1936 w Manresie) – hiszpański duchowny katolicki, kapucyn, misjonarz, męczennik, ofiara wojny domowej w Hiszpanii w latach 1936-39, błogosławiony Kościoła katolickiego

## Życiorys
Urodził się w 1882 roku w Sant Pere de Riudebittles. W 1908 roku wstąpił do zakonu kapucynów. 4 października 1912 złożył śluby zakonne, natomiast 25 maja 1917 roku przyjął święcenia kapłańskie. Został wysłany na misję do Nikaragui i Kostaryki. W 1930 roku wrócił do Hiszpanii, w klasztorze w Manresie. 22 lipca 1936 w czasie wojny domowej w Hiszpanii razem ze współbraćmi został zmuszony do jego opuszczenia, wskutek zajęcia go przez republikańską milicję. Z nocy z 27/28 lipca 1936 został aresztowany przez milicjantów, zaś następnie przez nich zastrzelony. 23 stycznia 2020 papież Franciszek podpisał dekret o jego męczeństwie. Beatyfikację jego i dwóch towarzyszy zaplanowano na 14 listopada 2020 roku w Manresie, lecz została przesunięta z powodu pandemii koronawirusa. Ostatecznie beatyfikacja trojga męczenników odbyła się w Menresie 6 listopada 2021.